# Biston mediolata
Biston mediolata es una especie de polilla de la familia Geometridae. La especie fue descrita por primera vez en 2011 y se puede encontrar distribuido en China y Vietnam. El nombre específico deriva del prefijo latino "medio-" y la palabra latus, que significa medial y ancho y se refiere a la forma de la valva genital de la especie.

## Descripción
Las antenas son filiformes en las hembras y en los machos son bipectinadas en las tres quintas partes basales y filiformes en las dos quintas partes terminales. Las ramas son cortas. El palpo labial es negro, pequeño, que no sobresale de la frente. El dorso del tórax es blanco grisáceo, disperso con escamas negras. Las alas son blancas, con estrías gris pálido. 
En el ala anterior, la línea antemedial es negra, casi recta. La línea postmedial es negra y sobresale agudamente hacia afuera entre M1 y M3,: Notas 1  y luego sobresale superficialmente hacia afuera entre CuA2 y 1A a 2A.: Notas 1  La mancha discal está presente como un punto gris pálido. las alas posteriores cuentan con una línea basal negra. La línea medial es solo notoria cerca del margen anal. La parte inferior de las alas es blanca con líneas transversales gris oscuro y una mancha discal negra, densa.